# Stal transformatorowa
Stal transformatorowa – stal o specjalnych własnościach magnetycznych, używana jest na blachy transformatorowe. Nie występuje w niej lub występuje w niewielkim stopniu zjawisko prądów wirowych oraz magnetostrykcji. Oba czynniki są odpowiedzialne za straty energii w transformatorze, tzw. straty mocy w żelazie. Stal transformatorowa to stal niskostopowa o podwyższonej zawartości krzemu.
Stal transformatorowa zawiera poniżej 0,08% C i 2,8-4,2% Si.